# غوردون هوي
غوردون هوي (بالإنجليزية: Gordon Howie)‏ هو سياسي أمريكي، ولد في 23 يوليو 1949 في رابيد سيتي في الولايات المتحدة. حزبياً، نشط في الحزب الجمهوري. وقد انتخب عضو داكوتا الجنوبية البيت النواب.

## وصلات خارجية
- الموقع الرسمي